# Russell Kun
Russell Effaney Kun ist ein nauruischer Politiker und früherer Gewichtheber. Er ist der Neffe von Ruben Kun.
Bei den letzten Parlamentswahlen am 3. Mai 2003 wurde er für den Wahlkreis Ubenide in das Nauruische Parlament gewählt. Kun war unter Ludwig Scotty Justizminister in dessen erster Amtsperiode und kehrte unter René Harris im Februar 2004 in dieses Amt zurück. Auch nach der Präsidentschaftsübernahme durch Scotty blieb Kun vorerst Justizminister und war auch Parlamentssprecher.
Scotty suspendierte ihn im Oktober 2004 jedoch von diesem Amt. Kun befürchtete durch diese Suspendierung und der Auflösung des Parlaments politisch anarchische Zustände mit Scotty als einzigen Regierenden. Bei den Neuwahlen am 23. Oktober 2004 verlor Kun seinen Sitz im Parlament. Im November 2004 verlangte er nachträglich mit rechtlichen Mitteln sein Honorar, welches ihm als Parlamentssprecher noch zustände. Staatsangestellte werden jedoch schon seit Jahren nur teilweise oder gar nicht mehr bezahlt.
2006 wurde vom Parlament ein Bericht zu Unregelmäßigkeiten beim Verkauf von Reisepässen zwischen 1997 und 2000 veröffentlicht, bei dem sich mutmaßlich auch Kun, damaliger Justizminister, unrechtmäßig bereichert haben soll. Kun lebt heute auf den Marshallinseln, wo er als Pflichtverteidiger arbeitet. Kun gehört zu den öffentlichen Befürwortern der Pacific Solution.